# Hylaeus volusiensis
Hylaeus volusiensis là một loài Hymenoptera trong họ Colletidae. Loài này được Mitchell mô tả khoa học năm 1951.